# ヌク・ヒバ島

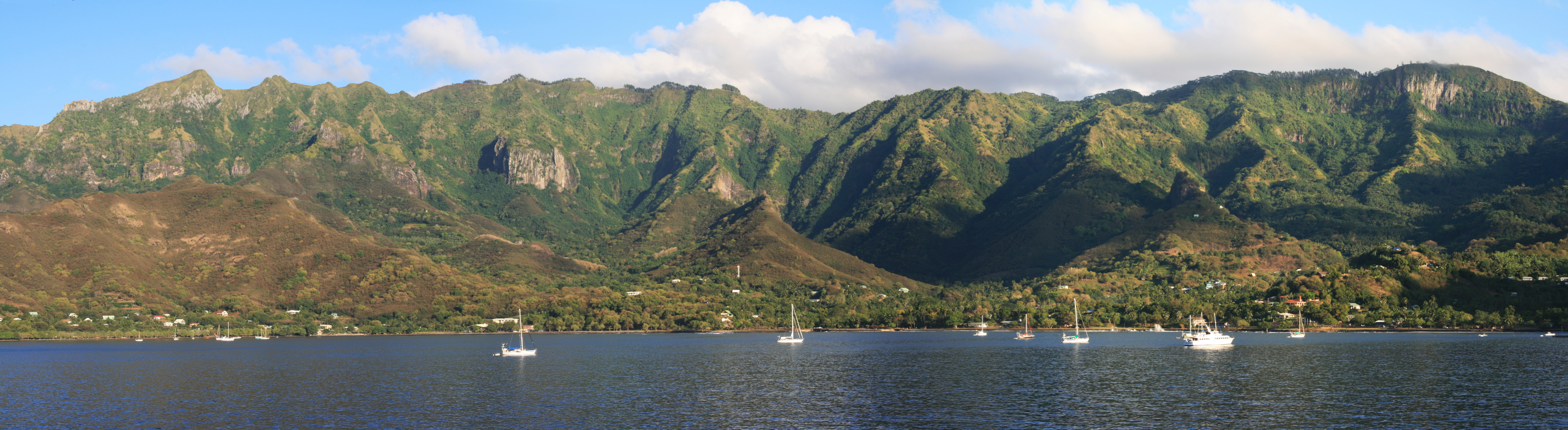
マルケサス諸島のタイオハエ湾

ヌク・ヒバ島（Nuku Hiva）は、フランス領ポリネシアに属する島。マルケサス諸島に属し、マルケサス諸島北部の主島であり、北部のみならずマルケサス諸島全域の主島でもある。

## 概要
中心都市は南岸のタイオハエ。人口は2,660人（2007年）、面積は339平方キロメートルである。ヌク・ヒバ島はフランス領ポリネシアではタヒチ島に次いで2番目に広い島である。ヌク・ヒバ島はマルケサス諸島の他島と同じく、周辺を寒流が流れているためにサンゴ礁が存在せず、また火山島であることから地形が険しくて標高が高く、最高峰は標高1,224メートルに達する。

## 交通
ヌク・ヒバ島の空港は北西端にあり、マルケサス南部の主島であるヒバ・オア島や、フランス領ポリネシアの首都であるタヒチ島のパペーテまでの航空便がある。しかし、ヌク・ヒバ空港からタイオハエまでの道路は45キロメートルも離れている上、非常な悪路で車で3時間もかかるため、空港とタイオハエの間の主な交通機関はタクシーのほか、ヘリコプターとなっていた。
2012年に舗装道路が開通して悪路は改善され、タイオハエまでの所要時間は約1時間となった。道中には絶景スポットが何箇所かあり、タイオハエを山上から眺めることができる。

## メルヴィル
1842年、捕鯨船の乗組員だったメルヴィルはヌク・ヒバ島で船から脱走し、1ヵ月に渡ってこの島で暮らした。この生活はその後の彼の作風に大きな影響を与え、1845年にはこの島での体験を基にした処女作『タイピー』を発表し、小説家デビューを果たした。